# مجلة الرياض
مجلة الرياض، من المجلات الأسبوعية الصادرة في مدينة جدة بشهر شعبان 1373هـ - 1953م.

## إصدرات المجلة
صدر العدد الأول من المجلة في شهر شعبان من سنة 1373هـ/1953م، وقد دُون في أعلى غلاف العدد "الرياض مجلة أسبوعية جامعة، تصدرها مؤسسة الطباعة والصحافة والنشر، وفي أسفل الغلاف كُتب: "شعبان 1373هـ العدد الأول، السنة الأولى، تصدر مجلة الرياض"مؤقتاً" مرة في كل شهر، الثمن 4/3 ريال سعودي"، أما الزاوية اليسرى من الغلاف صورة الملك عبدالعزيز، وفي صدر الغلاف صورة الملك سعود وهو يؤدي العرضة السعودية، وقد كُتب بجوار الصورة عناوين مواضيع العدد، وإشارة إلى وجود هدية فاخرة مع العدد وهي صورة الملك سعود بالألوان، وأما الغلاف فمقاسه 35×26، وعدد صفحات العدد 46 باستثناء الغلاف، وصور الغلاف ملونة، وقد كُتب على ظهر الغلاف "كلمة الرياض" بتوقيع أحمد عبيد، وأما الهامش فقد جاء فيه:" المدير المسؤول -مدير عام المؤسسة أحمد عبيد، رئيس التحرير مدني بن حمد، عنوان البريد ص.ب 381 جدة، العنوان البرقي- صحافة جدة، الاشتراك في الداخل لنهاية العام 6 ريال سعودي، الاشتراك في الخارج لنهاية العام 12 ريال سعودي، الإعلانات يُتفق عليها مع الإدارة"، وقد صدر عن المجلة اثنا عشر عدداً في 9 اجزاء، وقد صدرت بانتظام إلى شهر ذي الحجة، وكما صدر عدد ذي الحجة عام 1373هـ عن العدد الخامس والسادس في 52 صفحة كالأعداد العادية، وصدر العدد السابع في شهر محرم من عام 1374هـ، ولم تصدر المجلة في شهر صفر عام 1374هـ إلا أنها أصدرت عدداً ممتازاً في شهر ربيع الأول من عام السنة نفسها في 74 صفحة، وصدر عدد جمادى الثانية عن العدد الثاني عشر، وبعد صدور العدد الثاني عشر في شهر جمادى الثانية من عام 1374هـ توقفت المجلة عن الصدور.

## اهمية المجلة
- تعتبر أول مجلة مصورة صدرت في المملكة العربية السعودية، وقد صدرت عن مؤسسة الطباعة والصحافة والنشر، وقد أسسها أحمد عبيد وشركاؤه بأحدث أنواع الطباعة، وهي أول مؤسسة طباعية أُسست بالمملكة مستعدة إستعداداً كاملاً لطباعة الصحف والمجلات والمؤلفات بمعدات الطبع والزنكوغراف والتصوير
- تعتبر مجلة الرياض نموذجاً للطباعة المصورة والإخراج، وتمتاز بالغلاف الملون الجميل، وتهتم بتمثيل صورة الغلاف لأهم آثار المملكة الدينية والتاريخية والحيوية، وبالفعل كان العدد الثالث الصادر في شهر شوال من عام 1373هـ صورة جميلة لغار حراء، وقد استغرق تصويره عدة أيام لأنهُ كلف المصورين مجهوداً شاقاً من حيث تسلق الجبل وتثبيت آلة التصوير في المكان المناسب.

## سياسة المجلة
كانت المجلة تهتم بالخبر والصورة أكثر من اهتمامها بالمقال الأدبي، والشعر، وكما تهتم بتصوير الأحداث الخارجية تصويراً يكاد القارئ يلمس مع الخبر أحداثة وملابساته، كما كان للمجلة عناية بالأحداث الإسلامية والآثار الإسلامية تصويراً فنياً، ولم يكن للرياضة والنوادي والألعاب الرياضية نصيب المجلة.

## انظر ايضاً
- مجلة المنهل
- مجلة الاصلاح
- مجلة الدارة